# 3 (álbum de The Script)
#3 es el tercer álbum de estudio de la banda irlandesa de rock alternativo The Script. Fue lanzado en Irlanda el 7 de septiembre de 2012, el 10 de septiembre de 2012 en el Reino Unido y el 9 de octubre de 2012 en Estados Unidos. El álbum fue precedido por el lanzamiento del primer sencillo, Hall of Fame, un dueto con will.i.am, compañero de jurado de Danny en el show británico The Voice.

## Antecedentes
La banda anunció el 2 de junio de 2012, en su cuenta oficial de Twitter, que habían terminado de grabar su tercer disco de estudio y que el título de este iba a ser #3. También anunciaron que el disco iba a ser lanzado el 17 de septiembre de 2012, aunque luego se lo adelantó para el 10 de septiembre.Danny reveló el 8 de julio que el título del primer sencillo iba a ser Hall of Fame, y que este iba debutar en las radios el 23 de julio. También reveló que el tema fue grabado en Los Ángeles y que iba a estar disponible para descargar digitalmente el 19 de agosto. El sencillo cuenta con la participación del compañero de jurado de Danny en The Voice UK, will.i.am. La mayor parte del álbum fue grabada en London's Sphere Studios.

## Composición
En una entrevista, Danny dijo lo siguiente sobre el álbum: "'Six Degrees of Separation' es un tema sobre mi traumática ruptura con mi ex-novia, la modelo Irma Mali. 'If You Could See Me Now' es un tributo emocional a mi padre, y a los padres de Mark, quienes murieron de forma seguida en pocos meses con cuando él solo tenía doce años. Mark lo describe como una especie de terapia musical, pero admite que el tema en particular lo hace atragantarse y lleva lágrimas a sus ojos. Mark no puede ni siquiera tocar el tema en público, y debe dejar la habitación siempre que se reproduce por los parlantes del estudio."
Mark luego comentó: "Nunca la toqué para nadie, y necesito un minuto con ella. No puedo ni siquiera decirte si es una buena canción o no. Es una página de mi diario, la produje y escribí pero tengo que alejarme de ella. Es solo una rara. Trata un tema delicado para mi, perdí a mis dos padres muy joven y ese fue un punto muy oscuro en mi vida. Como Danny dijo, es algo de lo que nunca hablé hasta ahora. No sé si iremos a encontrar el momento adecuado para tocarla en vivo. No puedo ni siquiera imaginarme tocándola en vivo porque es demasiado personal."
Hablando sobre "Hall of Fame", Mark comentó "Quisimos capturar tanta emoción en el tema como la hay en la letra, que son definitivamente de las más positivas y optimistas que hemos escrito." Sobre trajabar con will.i.am, Danny expresó: "Creímos que podíamos hacer un gran dueto, pero quisimos hacerlo línea por línea, un verdadero estilo de dueto."

## Singles
"Hall of Fame" fue lanzado como el primer sencillo en Irlanda el 17 de agosto de 2012. El tema cuenta con la participación del cantante de rap will.i.am. El tema debutó en las radios el 23 de julio de 2012 y un video con la letra del tema fue lanzado el mismo día.

## Listado de canciones
| N.º | Título                         | Escritor(es)                          | Productor(es)    | Duración |  |
| 1.  | «Good Ol' Days»                | O'Donoghue, Sheehan, Sargeant         | Sheehan          | 4:23     |  |
| 2.  | «Six Degrees of Separation»    | O'Donoghue, Sheehan, Kipner, Frampton | Kipner, Frampton | 3:52     |  |
| 3.  | «Hall of Fame» (con will.i.am) | O'Donoghue, Sheehan, Barry, Adams     | Sheehan          | 3:22     |  |
| 4.  | «If You Could See Me Now»      | O'Donoghue, Sheehan, Kipner, Frampton | Kipner, Frampton | 3:39     |  |
| 5.  | «Glowing»                      | O'Donoghue, Sheehan, Barry            | Sheehan          | 4:46     |  |
| 6.  | «Give the Love Around»         | O'Donoghue, Sheehan                   | Sheehan          | 4:24     |  |
| 7.  | «Broken Arrow»                 | O'Donoghue, Sheehan                   | Sheehan          | 4:34     |  |
| 8.  | «Kaleidoscope»                 | O'Donoghue, Sheehan                   | Sheehan          | 3:41     |  |
| 9.  | «No Words»                     | O'Donoghue, Sheehan, Barry            | Sheehan          | 4:05     |  |
| 10. | «Millionaires»                 | O'Donoghue, Sheehan, Kipner, Frampton | Kipner, Frampton | 3:11     |  |

### Bonus Tracks de la Deluxe Edition
| N.º | Título                                                           | Escritor(es)                          | Producer(s)      | Duración |  |
| 11. | «Moon Boots»                                                     | O'Donoghue, Sheehan                   | Sheehan          | 4:11     |  |
| 12. | «Hurricanes»                                                     | O'Donoghue, Sheehan                   | Sheehan          | 4:40     |  |
| 13. | «Hall of Fame» (Original Version)                                | O'Donoghue, Sheehan, Barry            | Sheehan          | 3:23     |  |
| 14. | «Breakeven» (Live at the Aviva Stadium, Dublin)                  | O'Donoghue, Sheehan, Kipner, Frampton | Kipner, Frampton | 5:38     |  |
| 15. | «The Man Who Can't Be Moved» (Live at the Aviva Stadium, Dublin) | O'Donoghue, Sheehan, Kipner, Frampton | Kipner, Frampton | 4:55     |  |
| 16. | «Talk You Down» (Live at the Aviva Stadium, Dublin)              | O'Donoghue, Sheehan, Kipner, Frampton | Kipner, Frampton | 4:58     |  |
| 17. | «For the First Time» (Live at the Aviva Stadium, Dublin)         | O'Donoghue, Sheehan                   | Sheehan          | 5:04     |  |